# Škoda 15T
Škoda 15T (obchodní název ForCity Alfa; v prvních letech před rozšířením rodiny typů ForCity se používal pouze název ForCity) je tříčlánková plně nízkopodlažní tramvaj vyvinutá společností Škoda Transportation pro Dopravní podnik hl. m. Prahy v letech 2005–2008 a dodaná ve 250 kusech od roku 2010 do února 2019. Další tramvaje 15T byly dodány do Rigy, a to i ve čtyřčlánkové verzi.
Při zadání a konstrukci vozu byly zohledněny zkušenosti s typem Škoda 14T v pražské síti. Provoz pětičlánkové tramvaje s neotočnými podvozky měl problémy, především kvůli vysokému a nerovnoměrnému zatížení náprav a zároveň chybějícím kolejovým přechodnicím a velkému podílu málo únosných tratí (především těch na BKV panelech). Proto bylo rychle vypsáno výběrové řízení na nový typ s otočnými podvozky. Tramvaj 15T má tři články nesené čtyřmi otočnými podvozky, z toho dvěma Jakobsovými mezi články. Uspořádání tak zvenku připomíná článkové tramvaje Tatra KT8D5, Düwag GT8, VarioLF3, případně i vozidla linky M1 budapešťského metra, ale konstrukčně se od nich velmi liší. Velmi krátké převisy krajních článků umožnily zkonstruovat čela tramvaje v plné šířce vozidla, aniž by při průjezdu obloukem vybočovala z průjezdného průřezu tak jako vozy KT8D5 nebo VarioLF. Každý článek má dvě dvoukřídlé dveře pro cestující.

## Zakázky na vozy

### Praha

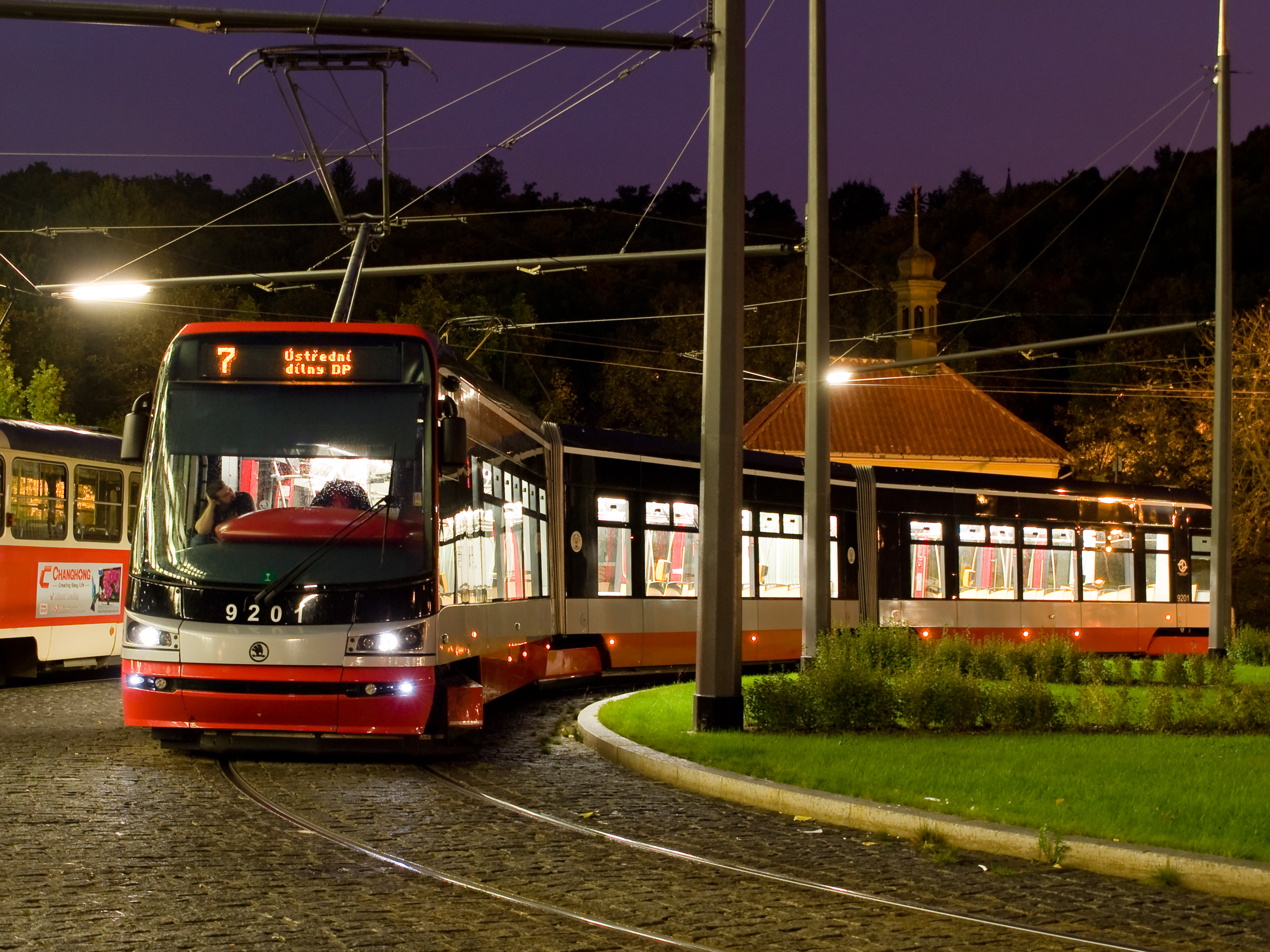
Vůz č. 9201 první večer zkušebního provozu s cestujícími ve smyčce Radlická v Praze

Dopravní podnik hl. m. Prahy a. s. návrh Škody 15T vybral v roce 2005 ve výběrovém řízení na dodávku 250 nových tramvají v celkové hodnotě 17 miliard korun a přibližně v březnu 2005 podepsal s výrobcem smlouvu. Zkušební jízdy prototypu začaly v roce 2009, první vůz byl nasazen do zkušebního provozu s cestujícími 5. října 2010. Zkušební provoz byl ukončen v únoru 2011 a 5. února 2011 vyjela první tramvaj do ostrého provozu. Dopravní podnik hl. m. Prahy poté začal s nákupem vozů ze sériové výroby, dodávky měly probíhat do roku 2018, protáhly se až do února 2019.

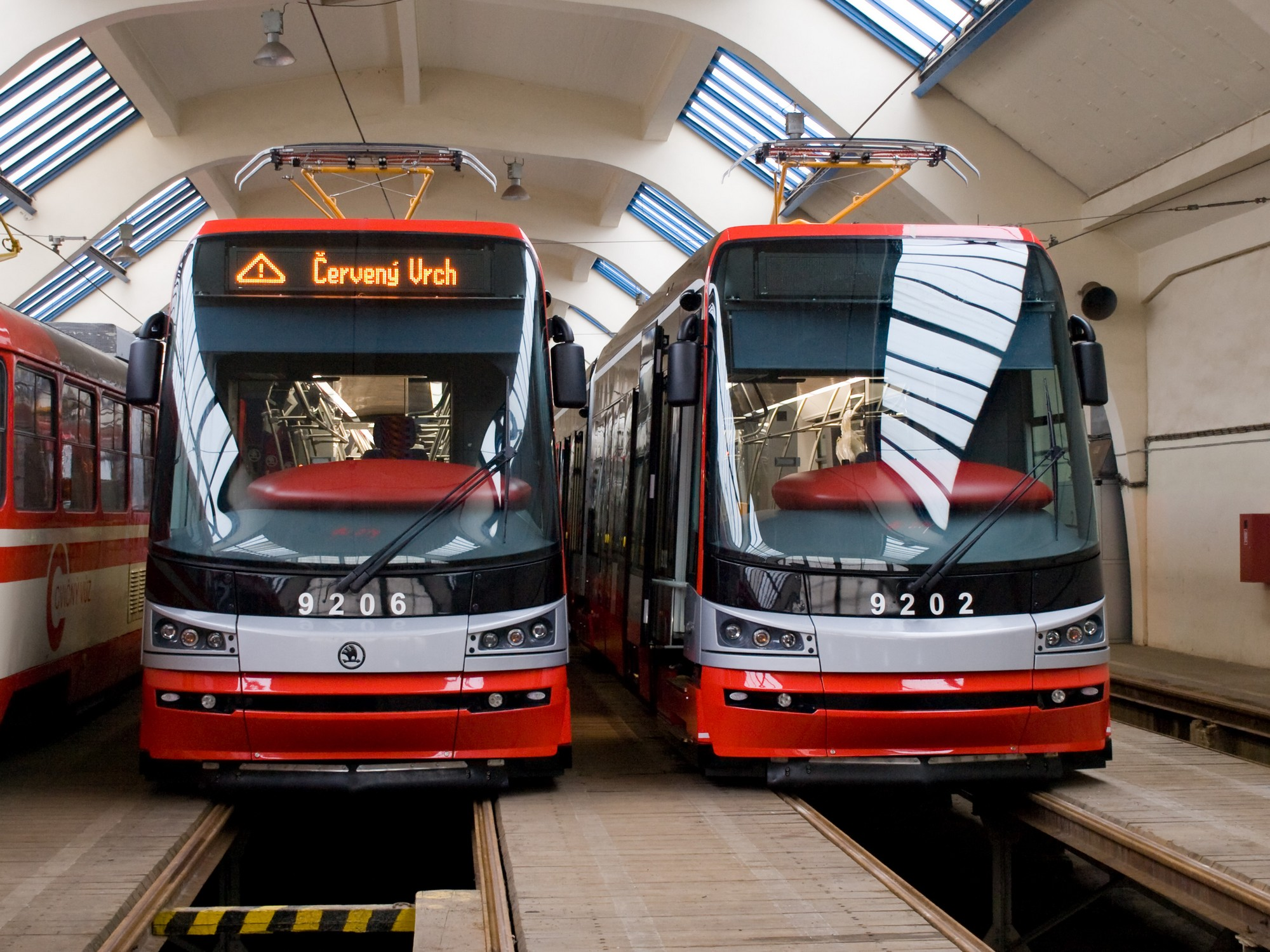
Pražské vozy č. 9202 a 9206 ve vozovně Pankrác

Podle výběrové komise podala Škoda Transportation jako jediná kompletní nabídku, ostatní uchazeči byli vyřazeni. Společnost Inekon proti řízení namítala, že zadavatel nenechal dostatečnou lhůtu pro podání nabídek. Úřad pro ochranu hospodářské soutěže v roce 2006 na podnět Inekonu výběrové řízení prověřil a potvrdil jeho platnost s odůvodněním, že lhůta k podání nabídek byla ještě delší než zákonem dané minimum 52 dnů, a z toho, že Škodě lhůta k podání nabídky postačovala, úřad dovodil, že byla reálná. Inekon však namítal, že zakázku Dopravní podnik hl. m. Prahy předem konzultoval s firmou VÚKV, a.s., která patří ke skupině Škoda Holding, a tím byla Škoda zvýhodněna. Začátkem prosince 2006 Krajský soud v Brně (soudce Jaroslav Tesák) vyhověl žalobě společnosti Inekon a uložil Úřadu pro ochranu hospodářské soutěže zakázku znovu prověřit. ÚOHS výběrové řízení znovu potvrdil jako platné. V květnu 2008 Krajský soud v Brně (soudce David Raus) konstatoval, že úřad v rozhodnutí nevyvrátil možné skryté zvýhodnění, zrušil toto další rozhodnutí ÚOHS a opět ho vyzval, aby případ posoudil znovu a lépe: „ÚOHS se nezabýval dostatečně investigativně otázkou, čím bylo rychlé podání nabídek odůvodněno, vezme-li se v úvahu, že byla zadávána zakázka na dlouhodobé plnění, jehož počátek bezprostředně nenavazoval na samotné zadání veřejné zakázky.“ ÚOHS tedy pokračoval v řízení, v němž doplnil dokazování rozhodnutí; očekávalo se však, že jen rozšíří předchozí odůvodnění.

### Riga

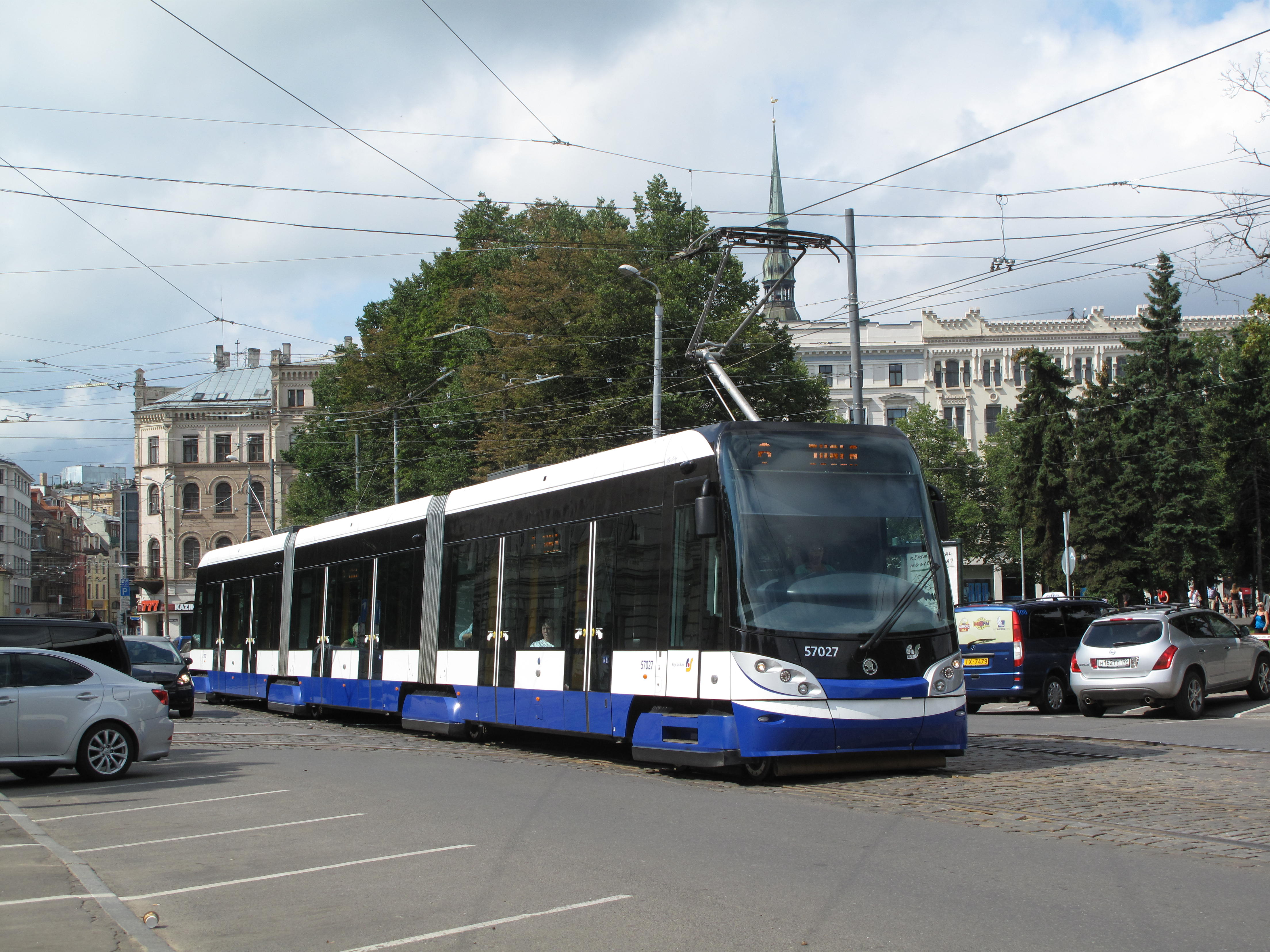
Rižský vůz 15T č. 57027

Dne 23. května 2008 uzavřela Škoda Transportation s dopravním podnikem lotyšské Rigy, Rīgas Satiksme, kontrakt na dodávku 20 tramvají ForCity v ceně 1,3 miliardy Kč s opcí na dalších 32 vozů. Cena za jeden vůz činila přibližně 65 milionů korun. Výběrové řízení bylo vypsáno v prosinci 2007 a zadávací podmínky si vyzvedlo celkem 9 společností, ze kterých zvítězila Škoda. Ve variantě pro Rigu je tramvaj 15T plně klimatizovaná, pro široký rozchod 1524 mm, v modrobílém nátěru. Technicky se poněkud odlišuje od pražské verze, kromě mírně větší šířky má délku 31 600 mm (o 20 cm více než pražská), díky rovinatému terénu jsou hnací pouze tři podvozky (čtyři u čtyřčlánkové), přičemž vždy první je běžný. Vnitřní vybavení se odlišuje tím, že na pravé straně mezi dveřmi článků nejsou sedadla.
Riga v dubnu 2010 uplatnila část opce na 6 čtyřčlánkových tramvají pro více než 430 pasažérů; jeden vůz stál přibližně 83 milionů korun.
V dubnu 2016 uzavřel rižský dopravní podnik se Škodou novou smlouvu na dodávku 15 tříčlánkových a 5 čtyřčlánkových tramvají 15T v roce 2017.
Dne 13. prosince 2018 byl v Rize zatčen oblastní ředitel Škody Transportation pro postsovětské země Vladislav Kozák a další muži spojení s dopravním podnikem a radnicí, mj. Aleksandrs Krjačeks, ředitel firmy Alkom Trans, která je partnerem Škody a která spolupracovala na zavedení typu 15T v Rize a zajišťuje jejich údržbu. Jsou obviněni z korupce při nákupu tramvají a při zakázkách z roku 2013 na trolejbusy Škoda 27Tr a autobusy Solaris Urbino v celkové výši 800 000 eur. Kozák zůstal ve vazbě, ostatní byli propuštěni na kauci. V souvislosti s aférou byl počátkem dubna 2019 po domovních prohlídkách odvolán z výkonu funkce i rižský starosta Nils Ušakovs, předseda Sociálně demokratické strany „Saskaņa“.
V lednu 2019 oznámila Riga, že bude po Škodě vymáhat penále 5,6 miliónu eur za nedodání třinácti předem zaplacených tramvají, resp. 45 trolejbusů; obdobně chce postupovat kvůli autobusům i vůči Solarisu.

## Představení vozu

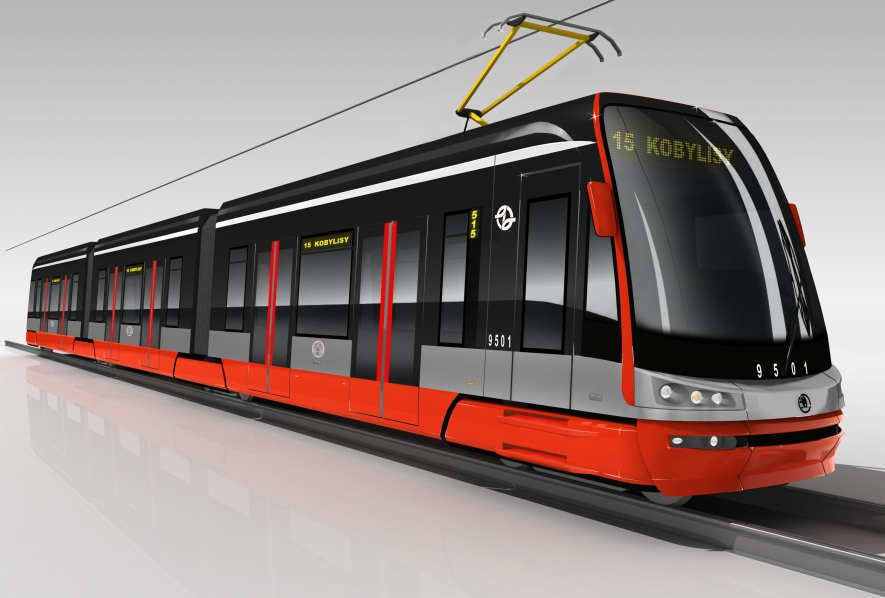
Návrh tramvaje Škoda 15T

Vzhled a podrobnosti byly dlouho utajovány. Poprvé měly být zveřejněny počátkem prosince 2007, k tomu ovšem nedošlo. Před polovinou února 2008 přinesl IDNES.cz první náčrtek. V polovině března bylo představení ohlášeno na úterý 25. do vozovny Střešovice (od r. 1993 Muzeum městské hromadné dopravy v Praze), ovšem přes velikonoční víkend opět zrušeno kvůli technickým problémům; výrobce však omylem zveřejnil vizualizace na internetu a než je odstranil, převzala je média.

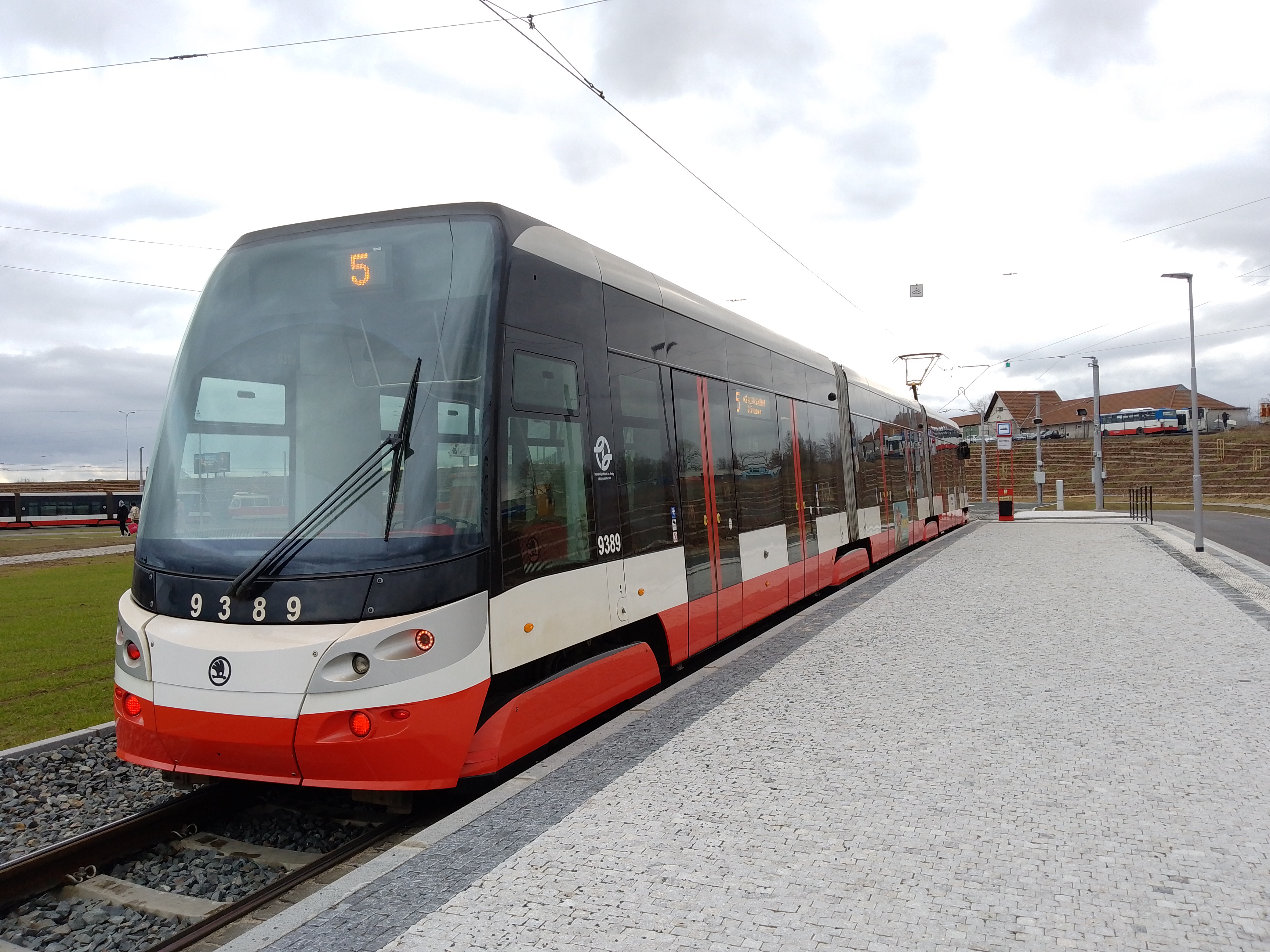
Inovovaná verze tramvaje 15T5

Tisková konference s oficiálním představením výkresů a vizualizací tramvaje 15T se konala 10. dubna 2008; tam bylo oznámeno i obchodní jméno „ForCity“ (anglicky „pro velkoměsto“) a „Elektra“ pro předchozí typ Škoda 14T, resp. jeho modifikace.
Ve středu 17. září 2008 byl v areálu Škody Transportation za účasti pražského primátora Pavla Béma představen prototyp tramvaje 15T, zahraniční premiéra se uskutečnila na berlínském veletrhu InnoTrans (23.–26. září 2008).
V průběhu výroby byl design tramvaje 15T inovován, upraven byl i interiér a některé konstrukční části (mechanická brzda, podvozky, řídicí software). První vůz v inovované verzi 15T4 byl představen v Praze 24. srpna 2015. Škoda 15T4 má klimatizaci, wi-fi internetové připojení, dřevěné sedačky nahradily plastové a nový design čela je bíložlutý.

## Konstrukce
Škoda 15T je jednosměrný, článkový, zcela nízkopodlažní tramvajový motorový vůz. V základní podobě má tři články, lze ho ale prodloužit o čtvrtý, jako v části dodávky pro Rigu od roku 2012. Články nejsou spojeny klouby, ale prostřednictvím podvozků – sousední články mají každý vlastní uložení na Jakobsově podvozku. Přímou mechanickou vazbu mezi články tvoří pouze hydraulické tlumiče. Poměrně úzké přechody mezi články jsou chráněny měchy. Vstup do vozu zajišťují šestery dvoukřídlé předsuvné dveře (v každém článku dvoje), řidič má navíc k dispozici vlastní jednokřídlé dveře se stupátky nad prvním podvozkem, které vedou přímo do jeho kabiny.

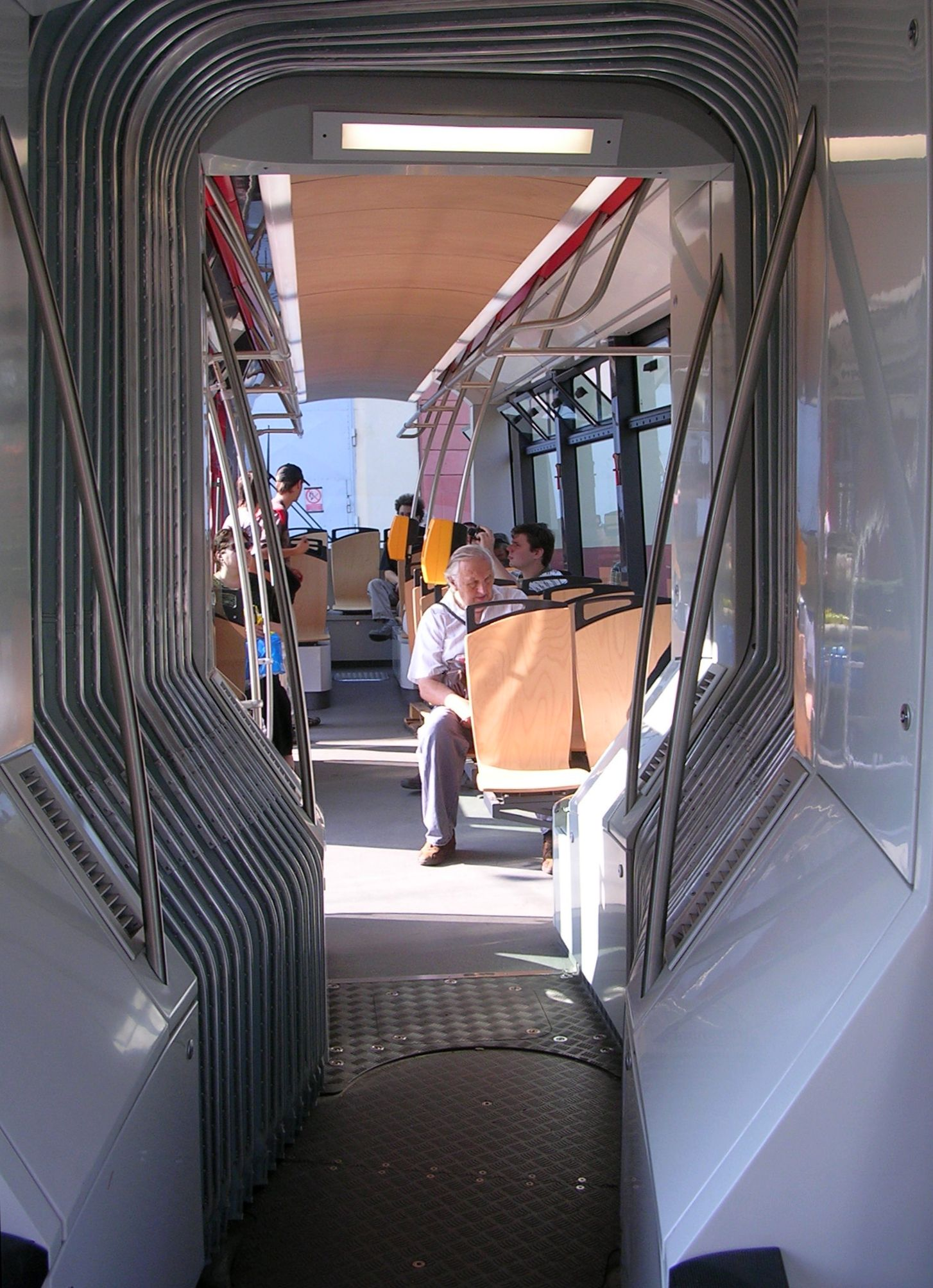
Pohled přechodem do 2. článku prototypu

Konstrukce krajních i středních podvozků je prakticky shodná, což se navenek projevuje při natočení krajních podvozků – kola blíže čelu vybočují mnohem více, než kola na opačné straně podvozku. Každé kolo pohání vlastní synchronní motor s permanentními magnety (vyjma prvního podvozku u rižské verze). Tramvaj nemá klasická dvojkolí, každé kolo má vlastní krátkou nápravu, což umožňuje tramvaji projíždět oblouky bez podélných skluzů. Na druhou stranu chybí stabilizační efekt klasického dvojkolí při jízdě v přímé.
Vybavení stanoviště řidiče je podobné tramvaji Škoda 14T, dodávané do Prahy od konce roku 2005. Vůz má klimatizaci pro řidiče, kamerový systém a ruční řadič pro řízení vozu. Kabina řidiče je oddělena od salonu pro cestující poloprůhlednou přepážkou s dveřmi.
Prostor pro cestující je plně nízkopodlažní s výškou podlahy mezi 350 a 450 mm nad temenem kolejnice (výše jsou části nad podvozky, rozdíly vyrovnávají šikmé rampy). 61 sedaček je ve rozmístěno příčně v systému 2+1, většina je otočená ve směru jízdy. Výrobce vyhlásil anketu veřejnosti, mají-li být sedačky čalouněné, nebo dřevěné. Představený prototyp měl v každém článku jiný typ sedaček (plastové, plastové s čalouněním, dřevěné).
Design tramvaje 15T navrhl architekt Patrik Kotas.

## Kritika
Po uvedení do provozu v Praze se Škoda 15T setkala s kritikou cestující veřejnosti týkající se teploty uvnitř tramvaje během letních dní. Na sklonku roku 2019 se DPP rozhodl, že i zbylé tramvaje dovybaví klimatizací.
V Rize si cestující stěžovali, že tramvaj páchne.
Po ujetí asi 25 tisíc kilometrů se na tramvajích projevila technická závada kol, v jejímž důsledku v září 2011 bylo 22 tramvají dočasně odstaveno z provozu. Problémy s protáčením kol byly následně odstraněny.

## Dodávky tramvají
Od roku 2008 bylo vyrobeno 298 kusů.
| Současný stát | Město                | Článek | Typ                      | Počet článků | Roky dodávek | Počet vozů | Evidenční čísla při dodání | Poznámky | Zdroj         |
| ------------- | -------------------- | ------ | ------------------------ | ------------ | ------------ | ---------- | -------------------------- | --- | ------------- |
| Česko         | Praha                | článek | 15T0 ForCity Alfa Praha  | 3            | 2009–2010    | 2          | 9201–9202                  | | [ 29 ]        |
| Česko         | Praha                | článek | 15T1 ForCity Alfa Praha  | 3            | 2010–2011    | 8          | 9203–9206, 9208–9211       | na typ 15T1 byl dodatečně upraven také vůz č. 9207                                                                                             | [ 30 ]        |
| Česko         | Praha                | článek | 15T1A ForCity Alfa Praha | 3            | 2010         | 1          | 9207                       | duben – prosinec 2011 využíván jako zkušební vůz, odlišné uspořádání pohonu podvozků, odlišný typ informačního systému, poté přestavěn na 15T1 | [ 31 ]        |
| Česko         | Praha                | článek | 15T2 ForCity Alfa Praha  | 3            | 2010–2011    | 15         | 9212–9226                  | | [ 32 ]        |
| Česko         | Praha                | článek | 15T3 ForCity Alfa Praha  | 3            | 2011–2015    | 98         | 9227–9242, 9244–9325       | | [ 33 ]        |
| Česko         | Praha                | článek | 15T3B ForCity Alfa Praha | 3            | 2012         | 1          | 9243                       | z výroby klimatizace prostoru pro cestující | [ 34 ]        |
| Česko         | Praha                | článek | 15T4 ForCity Alfa Praha  | 3            | 2015         | 32         | 9326–9357                  | počínaje tímto podtypem nový design, nové schéma nátěru, klimatizace prostoru pro cestující, plastová sedadla                                  | [ 35 ]        |
| Česko         | Praha                | článek | 15T5 ForCity Alfa Praha  | 3            | 2016         | 32         | 9358–9389                  | | [ 36 ]        |
| Česko         | Praha                | článek | 15T6 ForCity Alfa Praha  | 3            | 2016–2017    | 32         | 9390–9421                  | | [ 37 ]        |
| Česko         | Praha                | článek | 15T7 ForCity Alfa Praha  | 3            | 2017–2019    | 29         | 9422–9450                  | | [ 38 ]        |
| Česko         | Škoda Transportation | –      | 15T ForCity Alfa Praha   | 3            | 2008         | 1          | –                          | prototyp, při zkouškách u PMDP č. 115, u DPP č. 9200                                                                                           | [ 39 ] [ 40 ] |
| Čína          | CSR Sifang Qingdao   | –      | 15T-CSR                  | 3            | 2014         | 1          | –                          | vyroben ve spolupráci s CSR Sifang Qingdao | [ 41 ]        |
| Lotyšsko      | Riga                 | článek | 15T ForCity Alfa Riga    | 3            | 2010–2011    | 20         | 57016–57201                | | [ 42 ]        |
| Lotyšsko      | Riga                 | článek | 15T1 ForCity Alfa Riga   | 4            | 2012         | 6          | 58011–58066                | | [ 42 ]        |
| Lotyšsko      | Riga                 | článek | 15T2 ForCity Alfa Riga   | 3            | 2017–2021    | 15         | 57506–57648                | | [ 42 ]        |
| Lotyšsko      | Riga                 | článek | 15T2A ForCity Alfa Riga  | 4            | 2018–2021    | 5          | 58501–58545                | | [ 42 ]        |

1. 1 2 3 4  Samotné evidenční číslo tramvaje představuje prostřední trojčíslí v řadách 7xx a 8xx. Číslice 5 na prvním místě značí číslo vozovny, kam vůz patří, poslední číslice je kontrolní.

### Praha

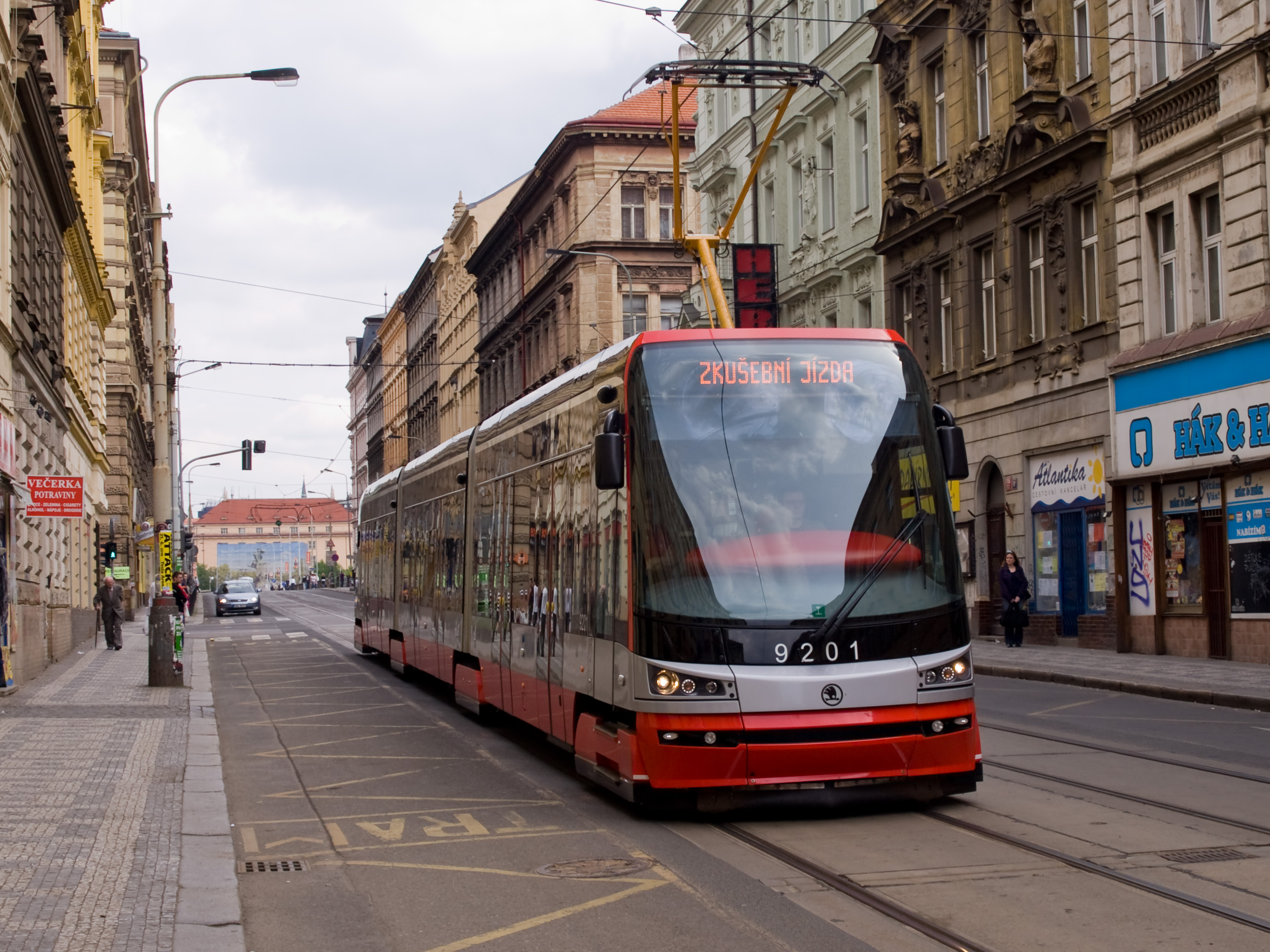
Pražský vůz ev. č. 9201 během testovacích jízd v květnu 2010

Prototyp tramvaje 15T byl 5. března 2009 přepraven na silničním podvalníku z výrobního areálu Škodovky do plzeňské tramvajové vozovny Slovany, kde během několika dní vykonal technicko-bezpečnostní zkoušky a zkušební nakolejování. Do města se tramvaj poprvé vydala v noci z 16. na 17. března 2009, první denní zkušební jízda se konala 18. března. Vůz byl označen evidenčním číslem 115, které navazuje na čísla dalších tramvají zkoušených v Plzni (naposledy prototyp Tatra T3R.SLF ev. č. 114). Zkušební jízdy po Plzni probíhaly až do poloviny června 2009, kdy byl vůz naložen na silniční podvalník a v noci ze 14. na 15. června převezen do Prahy. Po oživení a různých zkouškách vyjel prototyp tramvaje 15T do zkušebního provozu bez cestujících 24. července 2009, zároveň obdržel evidenční číslo 9200. V září 2009 byl vůz vystaven na Mezinárodním strojírenském veletrhu v Brně, kde získal Zlatou medaili MSV. Z Prahy byl odvezen 19. prosince 2009.
Od 1. července 2010 měl první sériový vůz s evidenčním číslem 9201 provádět zkušební jízdy s cestujícími, kvůli opakovaným technickým závadám na polopantografovém sběrači, elektrické výzbroji a dalších komponentech se však musely několikrát anulovat již naježděné zkušební kilometry. Vůz tak byl do zkušebního provozu s cestujícími zařazen až 5. října 2010. Vůz dva dny jezdil na vloženém pořadí linky 7, od 9. října na vloženém pořadí linky 18. Od 1. listopadu již byla tramvaj č. 9201 vypravována v rámci zkušebních jízd na běžném, pankráckém pořadí této linky. Po dokončení zkušebního provozu 24. listopadu 2010 byl vůz výrobcem rozebrán, aby Škoda mohla detailně zjistit rozsah opotřebení a případných poškození. Vůz č. 9207 jezdil v Praze jako vnitřní zkouška firmy Škoda (chybí mu motory na předním podvozku), tedy bez cestujících, mimo zkušební provoz vozů ve standardním provedení.
V první polovině prosince 2010 byly v Ústředních dílnách Dopravního podniku složeny dva vozy 15T evidenčních čísel 9203 a 9212. Následně vlastní silou přejely do pankrácké vozovny, která v počátku provozu vypravovala všechny vozy 15T. Na začátku ledna 2011 tak byly v Praze čtyři vozy evidenčních čísel 9201, 9203, 9207 a 9212. Dne 5. února 2011 byl vůz č. 9212 poprvé vypraven do běžného provozu s cestujícími na lince 18. Do konce března 2012 bylo do Prahy dodáno 49 tramvají 15T. Byly nasazovány na linkách 3, 4, 11, 14, 17, 18 a 24, později i 12 a 20. V dubnu 2012 byl vůz 9238 zapůjčen Škodě na prezentační jízdy do Saské Kamenice v Německu.
Od roku 2015 jsou všechny dodávané vozy vybaveny systémem EMA (elektronická mapa trati), kterým mají být v případě úspěšnosti testů a zkušebního provozu do roku 2018 dovybaveny všechny již dodané vozy.
Pět vozů 15T bylo během roku 2017 pojmenováno po význačných osobnostech pražské MHD s tím, že pojmenovávání má pokračovat tempem 3 až 5 kusů ročně.
Poslední, 250. kus s číslem 9450 byl Dopravnímu podniku hl. m. Prahy slavnostně předán 5. února 2019.

### Riga
První tramvaj 15T byla do Rigy dodána 30. března 2010, dalších 19 vozů mělo do Lotyšska podle smlouvy přijít v období září 2010 – leden 2011; Škoda zprvu uvažovala o dodání již do konce roku 2010. Slavnostní předváděcí jízda byla v Rize uskutečněna 15. dubna 2010, po nezbytných zkouškách byly 17. května zahájeny zkušební jízdy bez cestujících. 1. června 2010 byl vůz ev. č. 57016 předán do zkušebního provozu na lince č. 6.

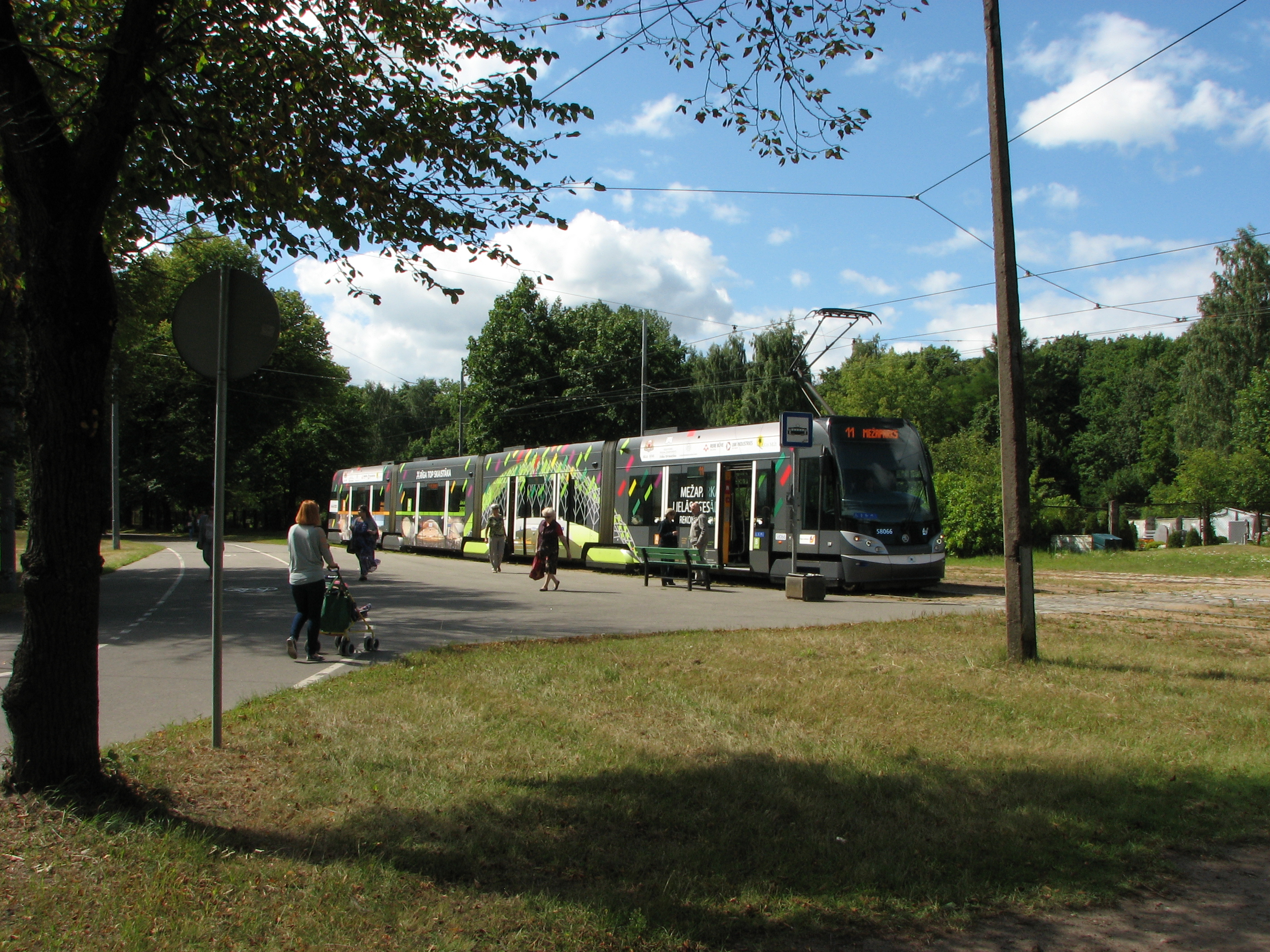
Rižský čtyřčlánkový vůz 15T1 v reklamním zbarvení

Dalších osm tramvají ForCity bylo do Rigy dodáno od srpna do prosince 2010 (vůz č. 57049 vystaven v září 2010 na veletrhu InnoTrans v Berlíně) a zařazeno do provozu až na začátku roku 2011 po homologaci typu. Zkušební provoz prvního vozu ukázal, že tramvaje bude nutné lépe přizpůsobit tuhé lotyšské zimě. Škoda Transportation měla vyrobit blíže nespecifikované „přizpůsobení“ a namontovat ho na již dodaných devět tramvají i na zbývajících 11 stále ve výrobním závodě. Přeprava dalších pěti vozů do Rigy proběhla od března do června 2011, zbylých šesti mezi srpnem a prosincem (poslední vůz č. 57191 dodán 16. prosince 2011). Zpoždění dodávek téměř o rok bylo vyvoláno technickými změnami některých komponent. Tramvaje 15T jsou v Rize nasazovány na linku č. 6, jejíž trasa prošla modernizací trolejového vedení a byla zahájena její celková rekonstrukce.
Dne 8. června 2012 byla do Rigy převezena první vyrobená čtyřčlánková tramvaj ForCity s označením 15T1, do zkušebního provozu s cestujícími byla zařazena v září 2012. Zbylých pět bylo dodáno od konce června do poloviny srpna, poslední dvě na začátku října (tento vůz č. 58055 byl vystaven v září na InnoTransu) a na konci listopadu. Šest čtyřčlánkových vozů mělo být po modernizaci příslušných traťových úseků (předpoklad ukončení rekonstrukce v roce 2013) vypravováno na páteřní linku č. 11, do té doby byly nasazovány na linku č. 6 společně s tříčlánkovými.
Z další smlouvy byl v roce 2017 dodán jediný tříčlánkový vůz č. 57506; odvoz ostatních již vyrobených byl z neuvedených důvodů odložen a zahájen až v březnu 2018.

### Testovací provoz v Saské Kamenici

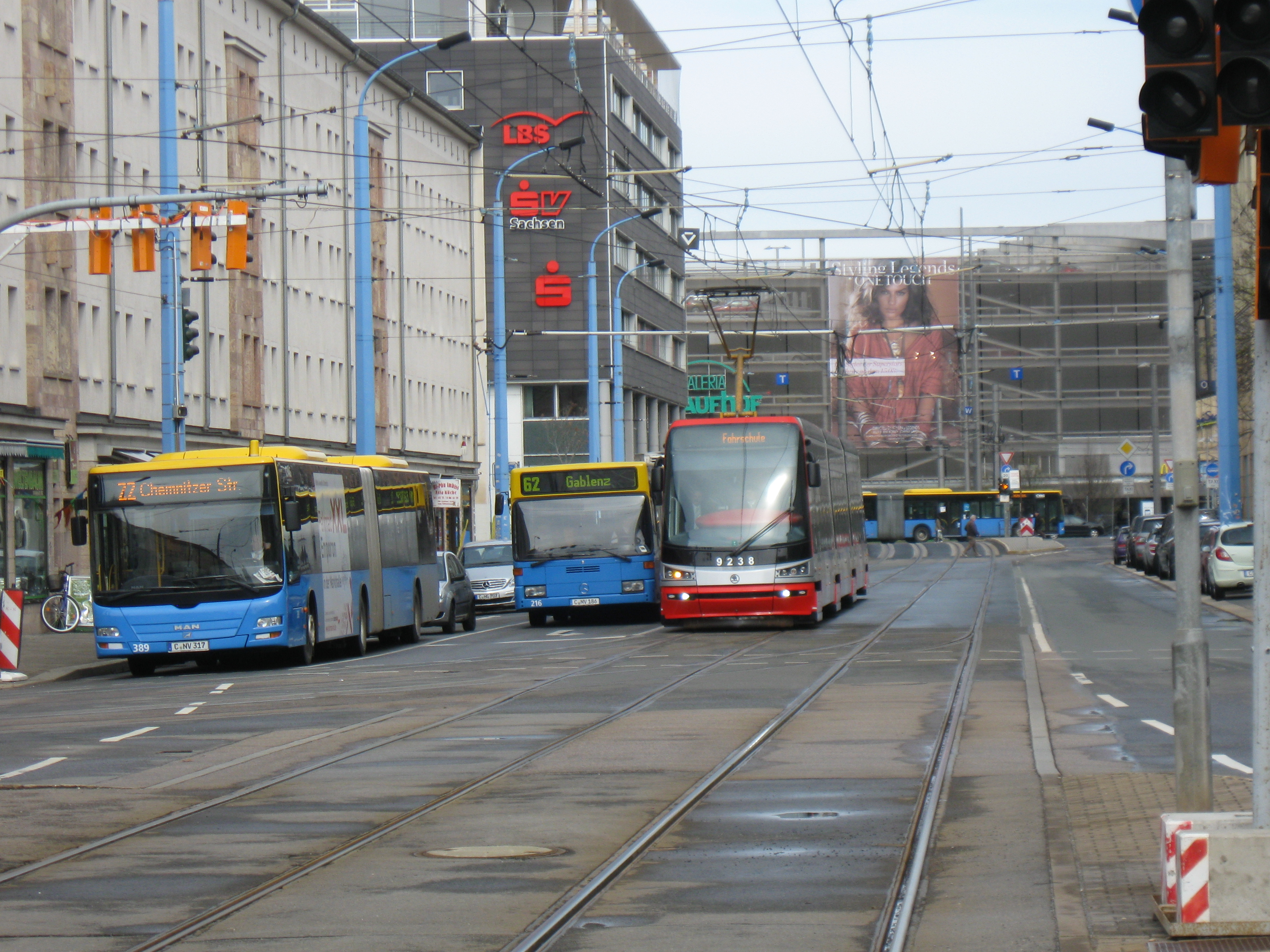
Vůz č. 9238 na cvičné jízdě (nápis Fahrschule) v Saské Kamenici mezi autobusy CVAG

DPP na jaře 2012 zapůjčil tramvaj č. 9238 Škodě Transportation pro testovací a prezentační jízdy v německé Saské Kamenici na základě dohody s tamním dopravním podnikem CVAG. Generální ředitel Škody v té souvislosti prezentoval ambice konkurovat výrobcům na německém a západoevropském trhu; CVAG nakonec od podzimu 2018 odebírá pětičlánkový typ s pevnými podvozky Škoda 35T ForCity Classic, odvozený od 14T.
Z Prahy do Plzně byl vůz odvezen v noci z 20. na 21. března 2012; musel podstoupit úpravy ve výrobním závodě, zejména byla vyměněna kola, upraveno ovládání výhybek, informační systém a popisky ovladačů a instalována radiostanice CVAG. Do Saské Kamenice tramvaj dorazila 28. března, po vykonání potřebných zkoušek a jejím schválení následovalo zaškolování řidičů a 17. dubna slavnostní představení vozu novinářům. Od 18. dubna do 25. května jezdila tramvaj v běžném provozu s cestujícími na lince č. 5 Gablenz–Hutholz. Dne 31. května byla dovezena do Plzně, uvedena do původního stavu a zpět do Prahy dorazila 14. června.

### Licenční výroba v Číně
V červnu 2013 prodala Škoda přednímu výrobci kolejových vozidel CSR Sifang Qingdao (po fúzi CRRC Qingdao Sifang) z východočínského Čching-tao, resp. jeho čtvrti Si-fang, desetiletou licenci k výrobě maximálně 400 kusů tramvají ForCity s tím, že hodnota zakázky mohla dosáhnout 5 miliard korun. Výrobce nabízí vozidla čínským tramvajovým provozům. Jediný vůz byl v CSR Sifang zkompletován z dovezených dílů v lednu 2014, zůstal v majetku výrobce a slouží k jeho prezentaci a pro vývoj dalších tramvajových technologií.
Výroba druhé tramvaje, odvozeného typu značeného jednotlivými stranami Škoda 27T, respektive CSR Y03, přizpůsobeného čínským podmínkám a v řadě aspektů technicky odlišného (oboustranné řízení, provoz na baterie, nadřazené řízení nové generace, použité u typů 26T a novějších), byla s podstatně vyšším podílem subdodávek místních firem zahájena vzápětí.

## Technické parametry

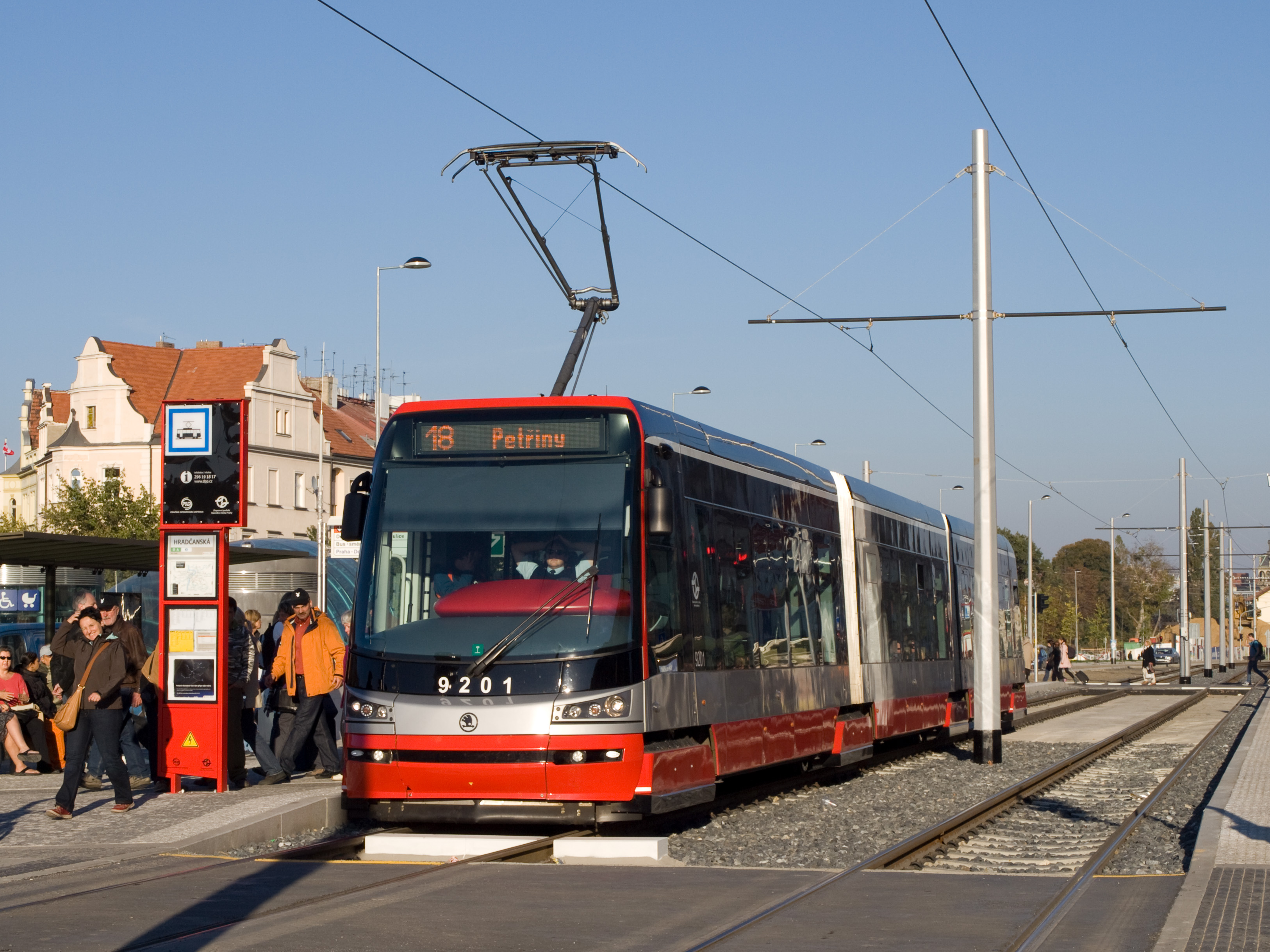
Vůz č. 9201 vypravený na linku 18 v zastávce Hradčanská v Praze

- Délka přes čela skříně: 3článková pro Prahu – 31 400 mm, pro Rigu – 31 600 mm, 4článková – 41 000 mm
- Šířka: pro Prahu – 2 460 mm, pro Rigu – 2 500 mm
- Výška (se staženým sběračem) nad temenem kolejnice: 3 600 mm
- Rozchod: 1435 mm / Riga 1524 mm
- Uspořádání: 3článková pro Prahu – B'o B'o B'o B'o, pro Rigu – 2' B'o B'o B'o, 4článková pro Rigu – 2' B'o B'o B'o B'o
- Napájení: 600 V stejnosměrné
- Hmotnost prázdného vozu: 42 tun (prototyp)[69]
- Celková obsaditelnost: 3článková pro Prahu – 180 (4 os./m²)/ 210 (5 os./m²) / 300 (8 os./m²), 3článková pro Rigu – 318, 4článková pro Rigu – 486 (8 os./m²), respektive 189 a 255[7]
  - Počet míst k sezení: 3článková pro Prahu – 61, pro Rigu – 60, čtyřčlánková 79[7]
  - Počet míst k stání: 3článková pro Prahu – 119/149/239, 4článková pro Rigu – 430 (8 os./m²)
- Výkon motorů: 3článková pro Prahu – 16×45 kW, 3článková pro Rigu – 12×46,6 kW, 4článková pro Rigu – 16×46 kW[zdroj?]
- Maximální povolená rychlost (elektronicky omezená): pro Prahu – 60 km/h, pro Rigu – 70 km/h
- Konstrukční rychlost: 80–100 km/h
- Úroveň podlahy nad temenem kolejnice: 350/450 mm